# نیروگاه بادی دریایی بلایث
نیروگاه بادی دریایی بلایث (انگلیسی: Blyth Offshore Wind Farm) یک نیروگاه بادی بود که به فاصلهٔ ۰٫۸ کیلومتری (۰٫۵ مایل) از ساحل بلایث، نورث‌آمبرلند، انگلستان قرار داشت.

## تاریخچه
این نیروگاه به عنوان یک پروژه پایلوت در سال ۲۰۰۰ راه‌اندازی گردید، این پروژه توسط کنسرسیومی مشمل بر شرکت‌های یی. اُان، شل پی‌ال‌سی، ان‌یواُان و باردر ویند انجام گرفت. شرکت یی. اُان مسئولیت عملیاتی را برعهده داشت.